# James Innes-Ker (6e duc de Roxburghe)
James Henry Robert Innes-Ker, 6e duc de Roxburghe, (12 juillet 1816 - 23 avril 1879) est un pair écossais.

## Jeunesse
Il est le seul enfant survivant de James Innes-Ker (5e duc de Roxburghe) et d'Harriet Charlewood (c. 1778–1855). Avant le mariage de ses parents en 1807, son père est veuf de son mariage avec Mary Wray, fille aînée de John Wray, 12e baronnet. Après la mort de son père en 1823, sa mère se remarie avec le lieutenant-colonel. Walter Frederick O'Reilly CB du Royal African Corps le 14 novembre 1827.
Son grand-père maternel est Benjamin Charlewood de Windlesham à Surrey et ses grands-parents paternels sont Henry Innes, 5e baronnet et Anne Grant.
En 1823, à l'âge de sept ans, il hérite des titres de son père. Il fait ses études au Collège d'Eton et à Christ Church, Oxford.
En 1840, il est chevalier du chardon. Il est également Lieutenant général de la Royal Company of Archers, gouverneur de la Banque nationale d'Écosse et Lord Lieutenant du Berwickshire de 1873 jusqu'à sa mort en 1879.

## Vie privée
Le 29 décembre 1836, il épouse Susanna Innes-Ker (en) (1814–1895), le seul enfant du lieutenant-général James Charles Dalbiac (en) et Susannah Dalton. Ensemble, James et Susanna ont quatre enfants :
- Susan Harriet Innes-Ker (1837–1909), qui épouse James Grant Suttie, 6e baronnet[1].
- James Innes-Ker (7e duc de Roxburghe) (1839–1892), qui épouse Anne Emily Spencer-Churchill, fille de John Spencer-Churchill (7e duc de Marlborough).
- Charlotte Isabella Innes-Ker (1841–1881), qui épouse George Russell, fils aîné de William Russell
- Charles John Innes-Ker (1842–1919), qui épouse Blanche Mary Williams, fille du colonel Thomas Peers Williams, de Craig-y-Don

Roxburghe est mort à Gênes le 23 avril 1879. Après un enterrement à Floors Castle, il est enterré dans l'allée à Bowden. Son fils aîné James lui succède. La duchesse douairière est membre du personnel de la reine Victoria jusqu'à la mort de la première en 1895 .